# Manuel González Alba
Manuel González Alba (Valls, 27 d'agost de 1894 - Barcelona, 7 d'octubre de 1934) fou un polític, editor i pedagog català.

## Biografia
Era fill de Maximino González i González professor d'instrucció primària natural d'Ítrabo i de Soledat Alba i Matas natural de Barcelona. Anà a estudiar a Marsella, però en esclatar el 1914 la Primera Guerra Mundial tornà a Barcelona, on fou professor de català i col·laborador de Pompeu Fabra, qui li havia confiat els cursos superiors de llengua catalana a l'Associació Protectora de l'Ensenyança Catalana. També col·laborà amb Jordi Arquer en diverses publicacions de l'Ateneu de Gràcia, que es proposava la formació cultural de la classe treballadora. Així, va col·laborar amb Joan Abellà Pallàs en la formació d'adults per a pagesos i treballadors.

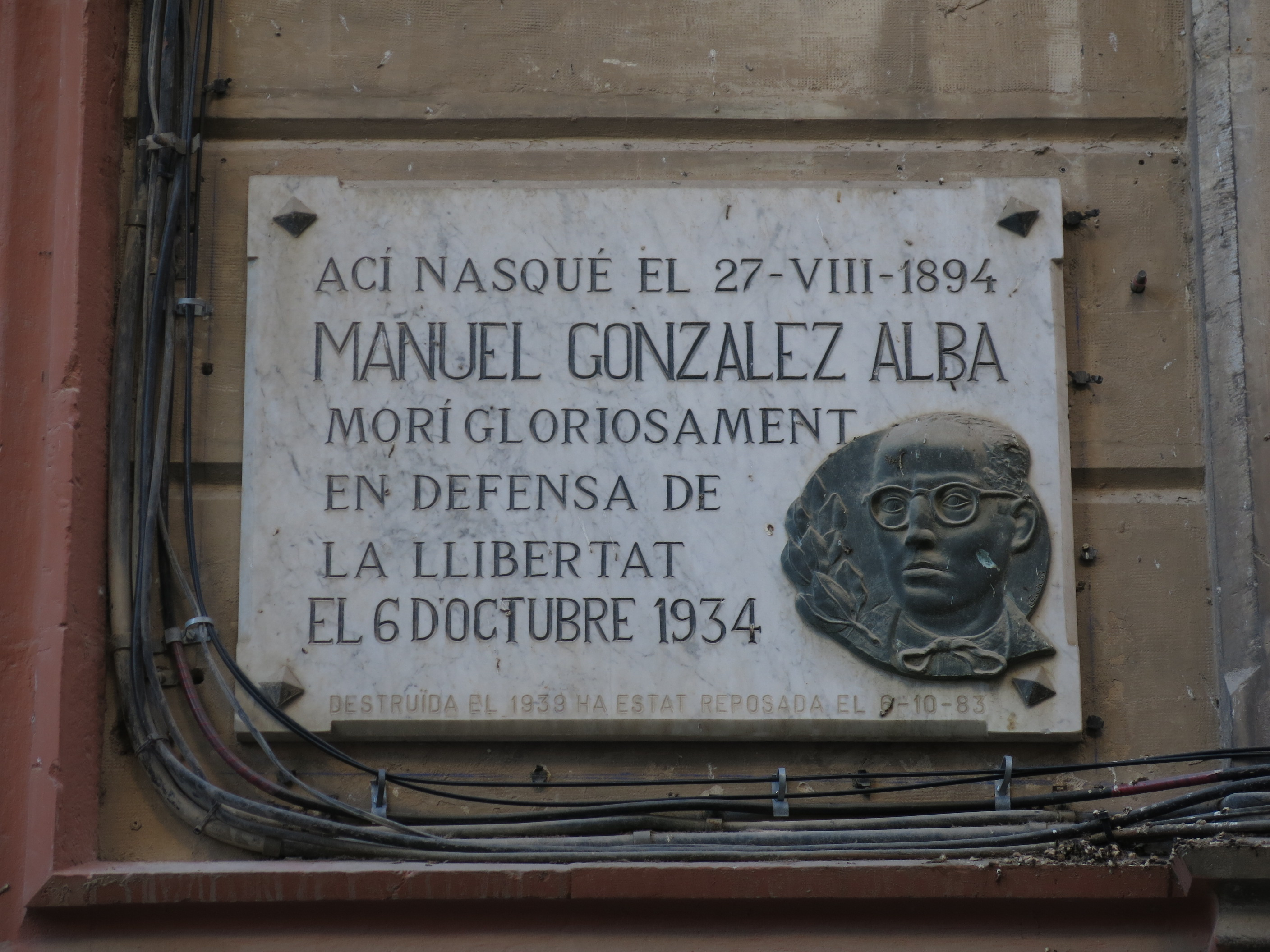
Placa commemorativa de la casa natal de Manuel González Alba a Ca Ribas, Valls

A Valls fundà les Edicions de l'Arc de Barà, on publicà obres de caràcter socialista. Edita la primera traducció al català de 'El manifest comunista' (1930) Arxivat 2018-11-30 a Wayback Machine..
El 1927 fou empresonat pels fets de Prats de Molló i des del 1931 milità al Bloc Obrer i Camperol, i més tard a Estat Català-Partit Proletari. Juntament amb Jaume Compte i Canelles i Amadeu Bardina, va morir als locals del CADCI de la Rambla de Santa Mònica de Barcelona, a quarts d'una de la matinada, arran dels fets del sis d'octubre.
És mencionat per Joan Sales i Vallès a les Cartes a Màrius Torres. Estava casat amb la filla de l'impressor vallenc Eduard Castells, Maria Castells i Roca, i un dels seus fills fou Vicenç de Paül González i Castells, diputat al Parlament per Convergència i Unió.